# Rolf Klein (Jurist)
Rolf Klein (* 11. April 1927 in Emmerich; † 16. März 2018) war ein deutscher Verwaltungsjurist. Er wirkte unter anderem als Präsident des Niedersächsischen Landesrechnungshofs.

## Werdegang
Klein war promovierter Jurist. Von 1978 bis 1991 war er Präsident des Niedersächsischen Landesrechnungshofs in Hildesheim. Er lebte in Gehrden.

## Ehrungen
- 1992: Großes Verdienstkreuz mit Stern der Bundesrepublik Deutschland